# Adainville
Adainville – miejscowość i gmina we Francji, w regionie Île-de-France, w departamencie Yvelines.
Według danych na rok 1990 gminę zamieszkiwało 839 osób, a gęstość zaludnienia wynosiła 83 osób/km² (wśród 1287 gmin regionu Île-de-France Adainville plasuje się na 666. miejscu pod względem liczby ludności, natomiast pod względem powierzchni na miejscu 373.).